# Tai Kang
Tai Kang (太康; Tài Kāng) var en kung under den kinesiska Xiadynastin och regerade från 1886 till 1883 f.Kr. Tai Kang kom till maktent efter att hans far Qi avlidit. Tai Kang regerade från Zhenxun.
Under sitt fjärde år som regent avled Tai Kang, och efterträddes han av sin bror Zhong Kang.
Tai Kangs biografi är beskriven i de historiska krönikorna Shiji och Bambuannalerna.